# 교황 인노첸시오 13세
교황 인노첸시오 13세(라틴어: Innocentius PP. XIII, 이탈리아어: Papa Innocenzo XIII)는 제244대 교황(재위: 1721년 5월 8일 - 1724년 3월 7일)이다. 세속명은 미켈란젤로 데 콘티(이탈리아어: Michelangelo de'Conti)이다.

## 생애
1655년 5월 13일 이탈리아 폴리에서 태어났다. 그는 안코나에서 수학하고 로마에서는 예수회의 지도를 받았다. 젊은 나이에 교황청에 입문하여 공직을 두루 거쳤다. 교황 알렉산데르 8세 치하에서 몬시뇰이 된 후 아스콜리, 프로시노네, 비테르보에서 지사를 지냈다. 1695년 교황 인노첸시오 2세에 의해 스위스 교황청 사절로 파견되어 타르수스의 명의 대주교가 되었다. 3년 후 포르투갈에 사절로 파견되었다. 1706년 교황 클레멘스 11세에 의해 추기경이 되었다. 1721년에 개최된 콘클라베에서 파브리치오 파올루치 추기경이 후보자로서 가장 우세하였으나 카를 6세의 개입으로 미켈란젤로가 유리해져서 전세가 뒤집어졌다. 다른 추기경들로부터 스위스와 포르투갈에서 교황청 사절의 임무를 현명하게 수행한 공로를 인정받아 교황으로 선출되었다.
교황이 되자 그는 얀센파를 강력히 반대하고 전임 교황 클레멘스 11세의 칙서 Unigenitus의 정신을 그대로 추진해 나갔다. 중국식 의례 논쟁에 대해서는 예수회가 3년 안으로 교황에게 순종하지 않을 경우에는 수련자들을 받지 못하게 하였다.
에스파냐에 대해서는 왕위 계승 전쟁으로 야기된 기독교 문제를 연구하도록 위원회를 구성하였다. 그러나 교황청은 위트레흐트 조약에 의하여 에스파냐에게 파르마와 피아첸차를 빼앗기게 되었다.
| 전임 클레멘스 11세 | 제244대 교황 1721년 5월 8일 - 1724년 3월 7일 | 후임 베네딕토 13세 |

## 같이 보기
- 교황 목록